# Bruno Guimarães
Bruno Guimarães Rodriguez Moura (Rio de Janeiro, 16 novembre 1997) è un calciatore brasiliano, centrocampista del Newcastle Utd e della nazionale brasiliana.

## Caratteristiche tecniche
È un centrocampista capace di giocare sia come mediano davanti alla difesa che come mezzala. È dotato di una buona precisione nei passaggi ed è molto abile nel dribbling.
Un giocatore completo in grado di fornire un contributo significativo in entrambe le fasi di gioco, risulta abile anche nel tiro dalla distanza e ad effettuare inserimenti in area di rigore.

## Carriera

### Club
Giovanili e crescita in patria
Cresciuto nelle giovanili dell'Audax, ha esordito il 9 aprile 2015 in occasione di un match del campionato Paulista vinto 2-1 contro il Bragantino. Nel 2017 si trasferisce all'Athl. Paranaense, dove resta per tre stagioni.
Olympique Lione
Il 30 gennaio 2020 viene acquistato dall'Olympique Lione, con cui in due anni totalizza 71 presenze e 3 reti tra tutte le competizioni.
Newcastle
Il 30 gennaio 2022 passa a titolo definitivo al Newcastle Utd per 50 milioni (inclusi 8 milioni di bonus legati principalmente alla salvezza del club inglese) più il 20% su una futura rivendita. Il 10 marzo seguente realizza il primo goal decisivo per la vittoria in trasferta contro il Southampton per l'1-2 finale. Il 17 aprile mette a segno una doppietta nella vittoria per 2-1 in rimonta contro il Leicester City. Chiude la sua prima stagione realizzando altri due goal nelle vittorie contro Norwich e Arsenal.
L'8 ottobre 2022 sigla una doppietta nella vittoria per 5-1 contro il Brentford. Realizza altri due goal in Premier League nelle vittorie contro il Southampton e il Brighton , entrambe terminate sul 4-1 in favore dei Magpies.
Nel corso della stagione 2023/2024 migliora ulteriormente i suoi numeri realizzativi con 7 goal e 8 assist in 37 gare di Premier League.

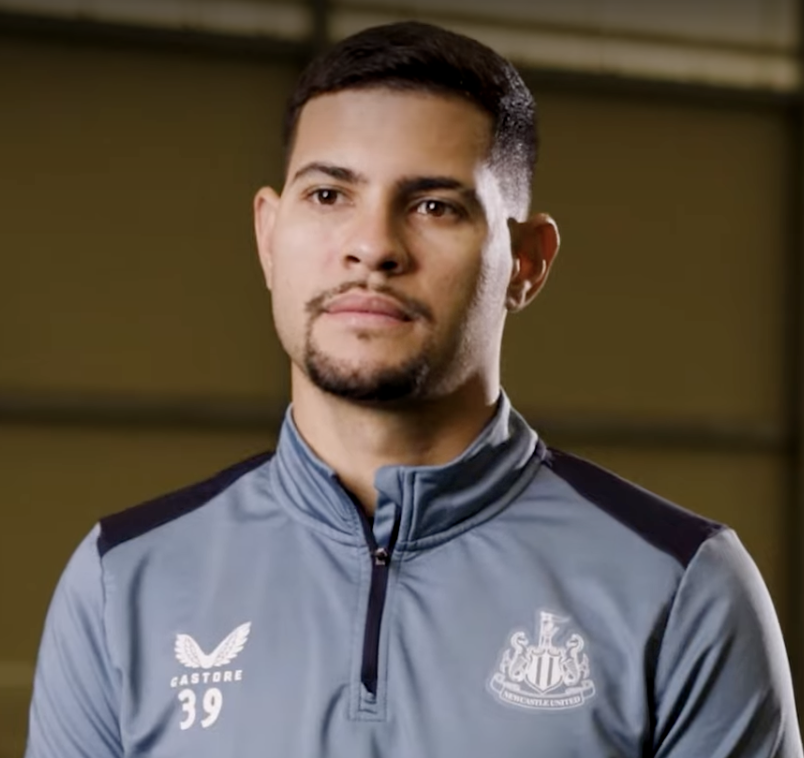
Bruno Guimaraes con la divisa del Newcastle

Il 16 marzo 2025 contribuisce alla vittoria in finale della Efl Cup contro il Liverpool per 2-1, alzando il trofeo da capitano della squadra inglese.

### Nazionale
Il 17 novembre 2020 debutta con la nazionale maggiore contro l'Uruguay. Il 29 marzo 2022 realizza la sua prima rete per la massima selezione brasiliana nel successo per 0-4 contro la Bolivia.
Viene convocato da Tite per il Campionato mondiale di calcio 2022, trova la sua prima presenza ai Mondiali contro la Svizzera valevole per la 2ª giornata dei Mondiali vinta 1-0 subentrando al 58' a Fred.

## Statistiche

### Presenze e reti nei club
Statistiche aggiornate al 19 maggio 2024.
| Stagione                   | Squadra                    | Campionato                 | Campionato | Campionato | Coppe nazionali | Coppe nazionali | Coppe nazionali | Coppe continentali | Coppe continentali | Coppe continentali | Altre coppe | Altre coppe | Altre coppe | Totale | Totale | Totale |
| Stagione                   | Squadra                    | Comp                       | Pres       | Reti       | Comp            | Pres            | Reti            | Comp               | Pres               | Reti               | Comp        | Pres        | Reti        | Pres   | Reti   |        |
| -------------------------- | -------------------------- | -------------------------- | ---------- | ---------- | --------------- | --------------- | --------------- | ------------------ | ------------------ | ------------------ | ----------- | ----------- | ----------- | ------ | ------ | ------ |
| 2015                       | Audax                      | A1/SP                      | 1          | 0          | CB              | 0               | 0               | -                  | -                  | -                  | -           | -           | -           | 1      | 0      |        |
| 2016                       | Audax                      | A1/SP+D                    | 0          | 0          | CB              | 0               | 0               | -                  | -                  | -                  | -           | -           | -           | 0      | 0      |        |
| 2017                       | Audax                      | A1/SP                      | 7          | 0          | CB              | 1               | 0               | -                  | -                  | -                  | -           | -           | -           | 8      | 0      |        |
| Totale Audax               | Totale Audax               | Totale Audax               | 8          | 0          |                 | 1               | 0               |                    | -                  | -                  |             | -           | -           | 9      | 0      |        |
| 2017                       | Athl. Paranaense           | A1/PR+A                    | 0+4        | 0          | CB              | 0               | 0               | CL                 | 1                  | 0                  | -           | -           | -           | 5      | 0      |        |
| 2018                       | Athl. Paranaense           | A1/PR+A                    | 12+32      | 2+1        | CB              | 3               | 0               | CS                 | 11                 | 2                  | -           | -           | -           | 58     | 5      |        |
| 2019                       | Athl. Paranaense           | A1/PR+A                    | 0+25       | 0+2        | CB              | 8               | 1               | CL                 | 7                  | 2                  | RS+JLCSC    | 2+1         | 0           | 43     | 5      |        |
| Totale Atletico Paranaense | Totale Atletico Paranaense | Totale Atletico Paranaense | 12+61      | 2+3        |                 | 11              | 1               |                    | 19                 | 4                  |             | 3           | 0           | 106    | 10     |        |
| gen.-ago. 2020             | Olympique Lione            | L1                         | 3          | 0          | CF+CdL          | 1+1             | 0               | UCL                | 4                  | 0                  | -           | -           | -           | 9      | 0      |        |
| 2020-2021                  | Olympique Lione            | L1                         | 33         | 3          | CF              | 4               | 0               | -                  | -                  | -                  | -           | -           | -           | 37     | 3      |        |
| 2021-gen. 2022             | Olympique Lione            | L1                         | 20         | 0          | CF              | 0               | 0               | UEL                | 5                  | 0                  | -           | -           | -           | 25     | 0      |        |
| Totale Olympique Lione     | Totale Olympique Lione     | Totale Olympique Lione     | 56         | 3          |                 | 6               | 0               |                    | 9                  | 0                  |             | -           | -           | 71     | 3      |        |
| gen.-giu. 2022             | Newcastle Utd              | PL                         | 17         | 5          | FACup+CdL       | -               | -               | -                  | -                  | -                  | -           | -           | -           | 17     | 5      |        |
| 2022-2023                  | Newcastle Utd              | PL                         | 32         | 4          | FACup+CdL       | 1+7             | 1+0             | -                  | -                  | -                  | -           | -           | -           | 40     | 5      |        |
| 2023-2024                  | Newcastle Utd              | PL                         | 37         | 7          | FACup+CdL       | 4+3             | 0               | UCL                | 6                  | 0                  | -           | -           | -           | 50     | 7      |        |
| 2024-2025                  | Newcastle Utd              | PL                         | 36         | 5          | FACup+CdL       | 3+6             | 0               | -                  | -                  | -                  | -           | -           | -           | 45     | 5      |        |
| Totale Newcastle Utd       | Totale Newcastle Utd       | Totale Newcastle Utd       | 120        | 21         |                 | 24              | 1               |                    | 6                  | 0                  |             | -           | -           | 150    | 22     |        |
| Totale carriera            | Totale carriera            | Totale carriera            | 257        | 29         |                 | 42              | 2               |                    | 34                 | 4                  |             | 3           | 0           | 336    | 35     |        |

### Cronologia presenze e reti in nazionale
| Cronologia completa delle presenze e delle reti in nazionale ― Brasile | Cronologia completa delle presenze e delle reti in nazionale ― Brasile | Cronologia completa delle presenze e delle reti in nazionale ― Brasile | Cronologia completa delle presenze e delle reti in nazionale ― Brasile | Cronologia completa delle presenze e delle reti in nazionale ― Brasile | Cronologia completa delle presenze e delle reti in nazionale ― Brasile | Cronologia completa delle presenze e delle reti in nazionale ― Brasile | Cronologia completa delle presenze e delle reti in nazionale ― Brasile |
| Data                                                                   | Città                                                                  | In casa                                                                | Risultato                                                              | Ospiti                                                                 | Competizione                                                           | Reti                                                                   | Note                                                                   |
| ---------------------------------------------------------------------- | ---------------------------------------------------------------------- | ---------------------------------------------------------------------- | ---------------------------------------------------------------------- | ---------------------------------------------------------------------- | ---------------------------------------------------------------------- | ---------------------------------------------------------------------- | ---------------------------------------------------------------------- |
| 17-11-2020                                                             | Montevideo                                                             | Uruguay                                                                | 0 – 2                                                                  | Brasile                                                                | Qual. Mondiali 2022                                                    | -                                                                      | 90’                                                                    |
| 2-9-2021                                                               | Santiago del Cile                                                      | Cile                                                                   | 0 – 1                                                                  | Brasile                                                                | Qual. Mondiali 2022                                                    | -                                                                      | 45’ 46’                                                                |
| 9-9-2021                                                               | Recife                                                                 | Brasile                                                                | 2 – 0                                                                  | Perù                                                                   | Qual. Mondiali 2022                                                    | -                                                                      | 78’                                                                    |
| 1-2-2022                                                               | Belo Horizonte                                                         | Brasile                                                                | 4 – 0                                                                  | Paraguay                                                               | Qual. Mondiali 2022                                                    | -                                                                      | 73’                                                                    |
| 24-3-2022                                                              | Rio de Janeiro                                                         | Brasile                                                                | 4 – 0                                                                  | Cile                                                                   | Qual. Mondiali 2022                                                    | -                                                                      | 82’                                                                    |
| 29-3-2022                                                              | La Paz                                                                 | Bolivia                                                                | 0 – 4                                                                  | Brasile                                                                | Qual. Mondiali 2022                                                    | 1                                                                      |                                                                        |
| 2-6-2022                                                               | Seoul                                                                  | Corea del Sud                                                          | 1 – 5                                                                  | Brasile                                                                | Amichevole                                                             | -                                                                      | 81’                                                                    |
| 6-6-2022                                                               | Tokyo                                                                  | Giappone                                                               | 0 – 1                                                                  | Brasile                                                                | Amichevole                                                             | -                                                                      | 85’                                                                    |
| 28-11-2022                                                             | Doha                                                                   | Brasile                                                                | 1 – 0                                                                  | Svizzera                                                               | Mondiali 2022 - 1º turno                                               | -                                                                      | 58’                                                                    |
| 2-12-2022                                                              | Lusail                                                                 | Camerun                                                                | 1 – 0                                                                  | Brasile                                                                | Mondiali 2022 - 1º turno                                               | -                                                                      | 55’ 85’                                                                |
| 17-6-2023                                                              | Cornellà de Llobregat                                                  | Brasile                                                                | 4 – 1                                                                  | Guinea                                                                 | Amichevole                                                             | -                                                                      | 65’                                                                    |
| 20-6-2023                                                              | Lisbona                                                                | Brasile                                                                | 2 – 4                                                                  | Senegal                                                                | Amichevole                                                             | -                                                                      |                                                                        |
| 8-9-2023                                                               | Belém                                                                  | Brasile                                                                | 5 – 1                                                                  | Bolivia                                                                | Qual. Mondiali 2026                                                    | -                                                                      | 71’                                                                    |
| 12-9-2023                                                              | Lima                                                                   | Perù                                                                   | 0 – 1                                                                  | Brasile                                                                | Qual. Mondiali 2026                                                    | -                                                                      | 61’ 85’                                                                |
| 12-10-2023                                                             | Cuiabá                                                                 | Brasile                                                                | 1 – 1                                                                  | Venezuela                                                              | Qual. Mondiali 2026                                                    | -                                                                      | 79’                                                                    |
| 17-10-2023                                                             | Montevideo                                                             | Uruguay                                                                | 2 – 0                                                                  | Brasile                                                                | Qual. Mondiali 2026                                                    | -                                                                      | 84’                                                                    |
| 16-11-2023                                                             | Barranquilla                                                           | Colombia                                                               | 2 – 1                                                                  | Brasile                                                                | Qual. Mondiali 2026                                                    | -                                                                      |                                                                        |
| 21-11-2023                                                             | Rio de Janeiro                                                         | Brasile                                                                | 0 – 1                                                                  | Argentina                                                              | Qual. Mondiali 2026                                                    | -                                                                      | 78’                                                                    |
| 23-3-2024                                                              | Londra                                                                 | Inghilterra                                                            | 0 – 1                                                                  | Brasile                                                                | Amichevole                                                             | -                                                                      | 79’                                                                    |
| 26-3-2024                                                              | Madrid                                                                 | Spagna                                                                 | 3 – 3                                                                  | Brasile                                                                | Amichevole                                                             | -                                                                      | 42’ 46’                                                                |
| 8-6-2024                                                               | College Station                                                        | Messico                                                                | 2 – 3                                                                  | Brasile                                                                | Amichevole                                                             | -                                                                      | 74’                                                                    |
| 12-6-2024                                                              | Orlando                                                                | Stati Uniti                                                            | 1 – 1                                                                  | Brasile                                                                | Amichevole                                                             | -                                                                      | 65’                                                                    |
| 24-6-2024                                                              | Inglewood                                                              | Brasile                                                                | 0 – 0                                                                  | Costa Rica                                                             | Coppa America 2024 - 1º turno                                          | -                                                                      |                                                                        |
| 28-6-2024                                                              | Paradise                                                               | Paraguay                                                               | 1 – 4                                                                  | Brasile                                                                | Coppa America 2024 - 1º turno                                          | -                                                                      | 72’                                                                    |
| 2-7-2024                                                               | Santa Clara                                                            | Brasile                                                                | 1 – 1                                                                  | Colombia                                                               | Coppa America 2024 - 1º turno                                          | -                                                                      | 73’ 86’                                                                |
| 6-7-2024                                                               | Paradise                                                               | Uruguay                                                                | 0 – 0 (4 – 2 dtr)                                                      | Brasile                                                                | Coppa America 2024 - Quarti di finale                                  | -                                                                      | 87’                                                                    |
| 6-9-2024                                                               | Curitiba                                                               | Brasile                                                                | 1 – 0                                                                  | Ecuador                                                                | Qual. Mondiali 2026                                                    | -                                                                      | 62’                                                                    |
| 10-9-2024                                                              | Asunción                                                               | Paraguay                                                               | 1 – 0                                                                  | Brasile                                                                | Qual. Mondiali 2026                                                    | -                                                                      | 46’                                                                    |
| 10-10-2024                                                             | Santiago del Cile                                                      | Cile                                                                   | 1 – 2                                                                  | Brasile                                                                | Qual. Mondiali 2026                                                    | -                                                                      | 46’                                                                    |
| 15-10-2024                                                             | Brasília                                                               | Brasile                                                                | 4 – 0                                                                  | Perù                                                                   | Qual. Mondiali 2026                                                    | -                                                                      | 79’                                                                    |
| 14-11-2024                                                             | Maturin                                                                | Venezuela                                                              | 1 – 1                                                                  | Brasile                                                                | Qual. Mondiali 2026                                                    | -                                                                      | 82’                                                                    |
| 19-11-2024                                                             | Salvador                                                               | Brasile                                                                | 1 – 1                                                                  | Uruguay                                                                | Qual. Mondiali 2026                                                    | -                                                                      | 86’                                                                    |
| 20-3-2025                                                              | Brasilia                                                               | Brasile                                                                | 2 – 1                                                                  | Colombia                                                               | Qual. Mondiali 2026                                                    | -                                                                      | 16’ 78’                                                                |
| 5-6-2025                                                               | Guayaquil                                                              | Ecuador                                                                | 0 – 0                                                                  | Brasile                                                                | Qual. Mondiali 2026                                                    | -                                                                      | 90+2’                                                                  |
| 10-6-2025                                                              | San Paolo                                                              | Brasile                                                                | 1 – 0                                                                  | Paraguay                                                               | Qual. Mondiali 2026                                                    | -                                                                      | 45+3’                                                                  |
| Totale                                                                 |                                                                        | Presenze                                                               | 35                                                                     |                                                                        | Reti                                                                   | 1                                                                      |                                                                        |

## Palmarès

### Club

#### Competizioni nazionali
- Coppa di Lega inglese: 1

Newcastle: 2024-2025

### Nazionale
- Oro olimpico: 1

Tokyo 2020